# Laura Contreras
Laura Contreras Sequeira, née le 10 novembre 1987, est une actrice et mannequin[source secondaire souhaitée] vénézuélienne du XXIe siècle.

## Filmographie
Sauf indication contraire, les informations mentionnées dans cette section peuvent être confirmées par la base de données cinématographiques IMDb,  présente dans la section « Liens externes ».

### Cinéma
- 2015 : La novia de Paula Ortiz : jeune fille
- 2015 : Muchos pedazos de algo de David Yáñez : Natalia
- 2015 : Refugios d'Alejandro Cortés Calahorra : musicienne
- 2016 : Poveda de Pablo Moreno : Emma Álvarez
- 2017 : Luz de Soledad de Pablo Moreno : Manuela / sœur Soledad
- 2020 : Saint Antoine-Marie Claret de Pablo Moreno : Carmélite, Mère Soledad Torres Acosta
- 2020 : Desaparecer de Roberto Egea et Gwai Lou : Natalia
- 2021 : Future Shock de José Luis Mora : Olga
- 2024 : Pastoris de Pablo Moreno : Ricarda

### Télévision
- 2012 - 2013 : Libres, série télévisée, 3 épisodes : 1.2,9-10 : María José
- 2013 : Vigilo el camino, téléfilm de Pablo Aragüés : Diana
- 2016 - 2017 : Centro médico, série télévisée, 2 épisodes : 4.37 et 6.34
- 2017 : Pulsaciones, série télévisée, 2 épisodes : 1.2,8
- 2017 : Grupo 2 Homicidios, série télévisée, épisode 1.1 : Antonia
- 2021 : Novocaïne (for the Soul), série télévisée, épisode 1.7 China Chana